# Steven Hammell
Steven Hammell (ur. 18 lutego 1982 w Glasgow) – szkocki piłkarz grający na pozycji lewego obrońcy.